# Chrysosphaeraceae
Famille
Les Chrysosphaeraceae sont une famille d'algues de l'embranchement des Ochrophyta  de la classe des Chrysophyceae de l'ordre des Chrysosphaerales (ou à l'ordre des Chromulinales selon WoRMS).

## Étymologie
Le nom vient du genre type Chrysosphaera, dérivé du grec χρυσός / khrusos, « couleur or », et σφαίρα / sphaira, « globe, sphère ».

## Description
Les cellules du Chrysosphaera se présentent sous la forme d'agrégats de cellules libres non incluses dans une gelée commune.

## Liste des genres
Selon AlgaeBase (18 février 2022) :
- Chrysastrella Chodat, 1922
- Chrysobotriella E.Strand, 1928
- Chrysobotrys Pascher, 1926 nom. ill.
- Chrysosphaera Pascher, 1914 - genre type
- Epichrysis Pascher, 1925 nom. ill.
- Epicystis Pascher, 1930
- Phaeocapsa Korshikov, 1924
- Phaeoplax Pascher, 1911

### Photos
Collection  Jason Oyadomari - KeweenAwalgae
- Chrysosphaera (Twelve Mile Lake 1) : voir en ligne
- Chrysosphaera (Twelve Mile Lake 2) : voir en ligne

### Sites
- (fr + en) GBIF : Chrysosphaeraceae (consulté le 18 février 2022)
- (en) WoRMS : Chrysosphaeraceae (+ liste genres + liste espèces) (consulté le 18 février 2022)